# Escut de Letònia
L'escut de Letònia es va gestar arran de la proclamació d'independència de la República el 18 de novembre del 1918 i es va adoptar oficialment el 16 de juny del 1921. Obra de les artistes Vilhelms Krūmiņš i Rihards Zariņš, fou creat especialment per representar el nou Estat i combina símbols tradicionals letons i de les diverses regions històriques.

## Descripció
El sol de la partició superior de l'escut és un símbol nacional letó, derivat de l'emblema que feien servir els fusellers letons de l'exèrcit imperial rus durant la primera guerra mundial. En aquella època tenia 17 raigs en representació dels diversos districtes russos poblats per letons. Les tres estrelles de damunt l'escut al·ludeixen a les regions històriques de Vidzeme, Latgàlia i Curlàndia-Zemgale (Kurzeme-Zemgale), constituents de la Letònia unida.
Les regions històriques letones tenien senyals heràldics tradicionals que es remunten al segle xvi. Curlàndia i Zemgale, la Letònia occidental, estan representades pel lleó de gules, provinent de les armes del primer duc de Curlàndia, de 1569. Vidzeme i Latgàlia, la Letònia oriental, tenen com a emblema el griu d'argent, que va aparèixer el 1566 als territoris aleshores sota la sobirania del Gran Ducat de Lituània.
A la part inferior de l'escut hi ha unes fulles de roure i una cinta amb els colors de la bandera estatal.

## Versions

Versió completa
Versió mitjana
Versió simplificada

De l'escut letó n'hi ha tres versions (completa, mitjana i simplificada), cadascuna de les quals té uns usos determinats, regulats per llei.
- La versió completa (coneguda com les armes grans) és utilitzada pel President, el Parlament o Saeima, el Primer Ministre, el Consell de Ministres, els diversos ministeris, el Tribunal Superior de Justícia i la Fiscalia General, a més a més de les missions diplomàtiques i consulars.
- La versió mitjana correspon a les agències i institucions dependents del Parlament i dels diversos ministeris.
- La versió simplificada, o armes petites, és usada per altres institucions del govern, les autoritats municipals i les institucions educatives.

## Escut soviètic

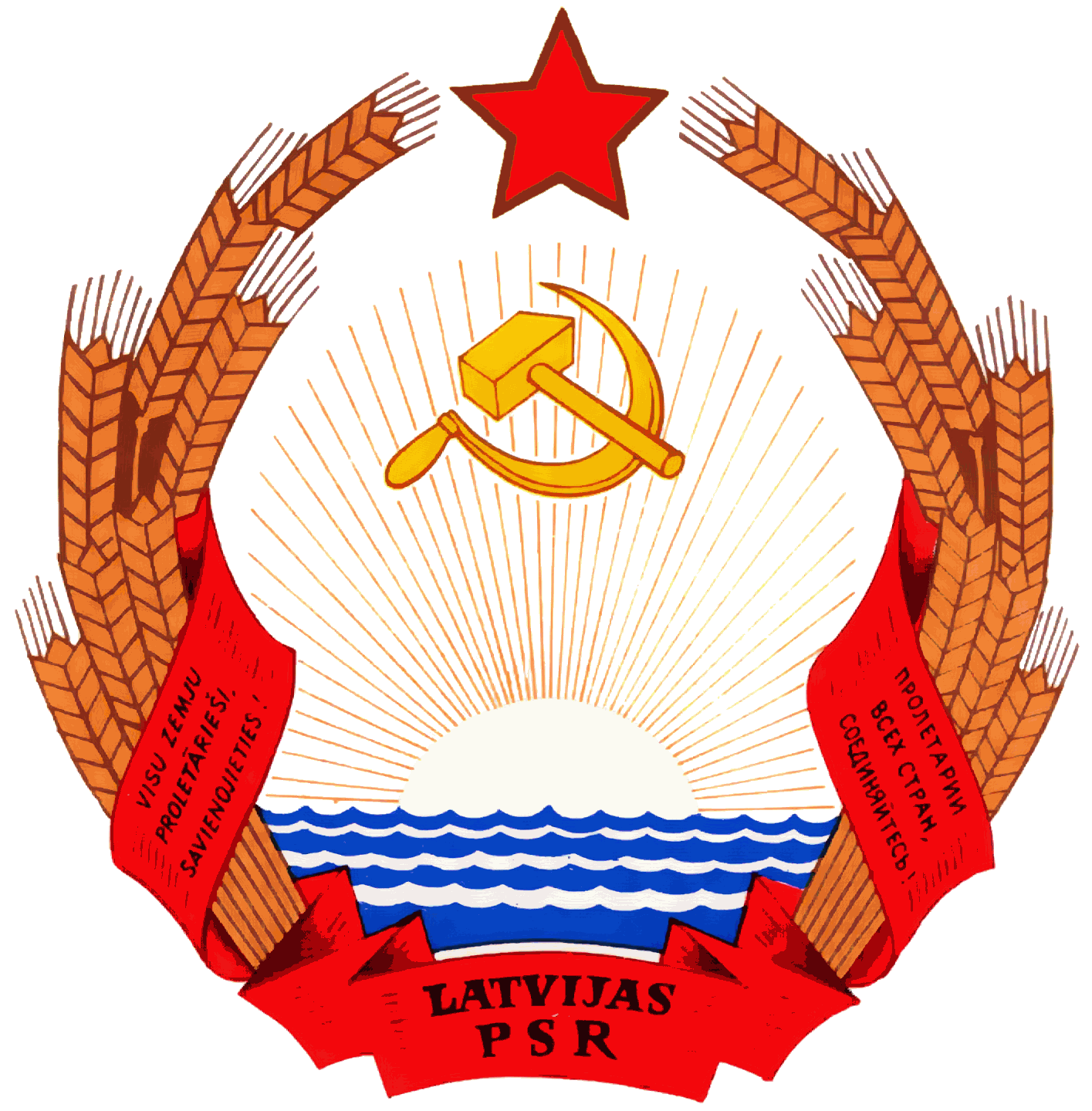
Escut de l'RSS de Letònia

Durant l'ocupació soviètica (1940-1990), l'RSS de Letònia va fer servir un escut sense símbols nacionals, amb els elements típicament comunistes de la falç i el martell, l'estrella de cinc puntes, el sol ixent i les espigues de blat. Com a senyal distintiu de Letònia hi havia la representació de la mar Bàltica. L'escut duia una cinta vermella amb el lema nacional de la Unió Soviètica («Proletaris de tots els països, uniu-vos!») en letó i en rus i el nom de la República en letó, LATVIJAS PSR (Latvijas Padomju Sociālistiskā Republika, 'República Socialista Soviètica de Letònia'). Fou substituït per l'escut actual el 1990, que reprenia el de 1918.